# Бајага и инструктори
Бајага и инструктори је југословенска и српска рок група, коју је 1984. године у Београду основао композитор, текстописац и гитариста Момчило Бајагић Бајага. Група има богату дискографију и велики број хитова који је смештају у сам врх југословенске и српске рок сцене уз остале популарне групе као што су Бијело дугме и Рибља чорба.

## Историјат

### 1983—1990.
Момчило Бајагић Бајага био је члан бенда Рибља чорба, за који је написао музику и текстове за неколико песама, али и велики број непретенциозних, духовитих поп песама које се нису уклапале у стил и звук Рибље чорбе. Одлучио је да такве песме објави на соло албуму, на којем је сарађивао са београдским музичарима као што су Дејан Цукић (бивши члан група Дизел, Тилт, Булевар а тада новинар у часопису Рок), бас гитариста Мирослав Цветковић (бивши члан бендова Тилт, Поп машина и тада члан бенда Папатра), гитариста Ненад Стаматовић (бивши члан бендова Тилт, Зебра, Сунцокрет и Булевар) и бубњар Владимир Голубовић (бивши члан бендова Тилт и Сунцокрет).
У време рада на соло албуму, Бајагићева амбиција је била да и даље остане члан Рибље чорбе а да песме само забележи на албуму. Материјал је снимљен у изнајмљеном стану и Студију V Радио-телевизије Београд, а продуцирао га је Корнелије Ковач. На албуму су поред поменутих музичара гостовали Ненад Стефановић Јапанац на бас гитари, Драган Крле Јовановић на гитари (члан групе Генерација 5), Кире Митрев на тромбону, Иван Швагер на кларинету и Сузана Петричевић као вокал на песми Папалине. Албум под називом Позитивна географија објављен је крајем јануара 1984. године и био је добро прихваћен од стране публике, а на њему су се нашле хит песме као што су Берлин, Мали слонови, Пољуби ме, Лимене трубе, Текила герила, Марлена и Тамара. Иако првобитно није планирао да промовише албум, Бајага је ипак одржао неколико концерата, а први наступ је са музичарима који су радили на албуму одржао у загребачком клубу Кулушић, 12. априла 1984. године. Поред музичара који су радили на албуму, на концерту су учествовали и Жика Миленковић, Бајагићев бивши колега из бенда Офи, бивши члан бенда Мачори и глумац у аматерском позоришту Лева, клавијатуриста Драган Митрић (бивши члан бенда Булевар) и Корнелије Ковач. Миленковић је убрзо након концерта постао званични члан бенда.
За време боравка у Загребу, Бајага и Цукић су гостовали на снимању албума Ухвати ритам групе Парни ваљак, певајући пратеће вокале на насловној нумери. Промоцију албума Позитивна географија бенд је одржао у организацији часописа Рок у београдском Дому синдиката, 21. априла 1984. године, где су први пут наступили под именом Бајага и Инструктори, а идеју за име дао је новинар Петар Поповић Пеца. Концерт је био добро посећен, а наступ добро примљен од публике, коју су углавном чинили тинејџери. Као гости на концерту су наступиле групе Валентино и Безобразно зелено.
Успех Бајагићевог албума изазвао је сукобе унутар Рибље чорбе, где је 19. јула 1984. године добио отказ, али и отворен простор да се посвети својој групи. Током лета исте године, група је кренула на турнеју са Радетом Радивојевићем на клавијатурама, свирајући углавном на омладинским радним акцијама. Крајем исте године од стране часописа Рок, Бајагић је проглашен за рок музичара године, а Позитивна географија за албум године. Почетком 1985. године бенд је снимио албум Са друге стране јастука, који су продуцирали Корнелије Ковач и Саша Хабић. На албуму је гостовао велики број музичара као што су Бранко Мачић Мачак на гитари, Стјепко Гут на труби, Сава Медан на контрабасу, Јован Маљоковић и Мића Марковић на саксофону, Ненад Стефановић Јапанац на бас гитари, Драган Јовановић Крле на гитари и други. Са албума су се издвојиле песме 220 у волтима, Ти се љубиш, Двадесети век и баладе Добро јутро џезери, Са друге стране јастука и Зажмури. У то време, менаџер бенда био је Саша Драгић, бивши менаџер бенда У шкрипцу.
У марту 1985. године Бајага и инструктори представили су загребачкој публици нове песме у клубу Кулушић, у оквиру акције БГ—ЗГ: Боље вас нашли.. Неколико дана касније, у ноћи између 9. и 10. марта, наступили су у Тулузу на Ноћи медитеранског рока. Након овог концерта, Раде Радивојевић је напустио бенд, а заменио га је Саша Локнер, бивши члан бендова Потоп и Галија. Бенд је након тога кренуо на југословенску турнеју на којој су одржали два концерта на стадиону Ташмајдан, 8. и 9. јуна, а шест дана касније концерт на стадиону Црвене звезде. Током јесени исте године, група је наступала на Московском фестивалу студената и младих у парку Горки, пред око 100.000 људи. Током наредних дана бенд је наступао у московској дворани Динамо, Зеленом театру, Пионирском дому и Вактанговом театру. По повратку у СФРЈ наставили су турнеју и одржали више од 120 концерата. Бенд је такође наступио на Интерталнет фестивалу у Прагу.
Крајем 1985. године Бајага и инструктори су изабрани од стране музичких критичара за рок бенд године, Бајагић за рок музичара године, песма Зажмури за рок песму године, а албум Са друге стране јастука за рок албум године. Албум је продат у више од 350.000 примерака, а бенду је додељена награда 25. мај од стране Савеза комунистичке омладине Југославије. Бенд је након тога отишао на паузу, током које су Локнер и Голубовић наступали у џез клубовима са музичарима Стјепком Гутом (труба), Мишом Крстићем (клавир) и Ненадом Петровићем (саксофон).
У лето 1986. године бенд се окупио како би снимио албум Јахачи магле, који је објављен у продукцији Саше Хабића, а на њему су гостовали Јосипа Лисац као вокал на песми Ја мислим 300 на сат, Корнелије Ковач, бас гитариста Бата Божанић, гитаристи Душан Дуда Безуха, Рајко Којић, Влада Неговановић и Јане Парђовски, трубач Горан Грбић и клавијатуриста Ђорђе Петровић. Са албума су већу пажњу публике привукле песме 300 на сат, Само нам је љубав потребна, Као да не зна да је готивим, 442 до Београда и Ред и мир. Након објављивања албума бенд је отишао на турнеју, која је завршена концертом на Старом Сајмишту 22. новембра 1986. године пред око 20.000 посетилаца. Након тога, Бајагић је отпутовао на Тајланд, а Цукић је издао свој први соло албум. Убрзо затим, Бајага и инструктори су имали тромесечну турнеју у Совјетском Савезу, током које су одржали 43 концерта. По повратку у СФРЈ, Цукић је напустио бенд и формирао свој под називом Дејан Цукић и Спори ритам бенд.
Године 1988. група је објавила албум Продавница тајни, који је продуцирао Саша Хабић. Жика Миленковић је коаутор песама Руски воз, Живот је некад сив некад жут и Веселе песме. За разлику од претходних, на овом албуму песме су биле једноставније, делимично засноване на акустичним гитарама и клавијатурама и без пратећих дувачких инструмената. Песме Руски воз и Весела песма садрже елементе староградске музике, док је етно оријентисана Плави сафир постала један од највећих југословенских поп хитова. Бенд је након објављивања албума имао још једну турнеју, током које су снимили дупли живи албум Нека свемир чује немир. На издању су се појавиле нове песме На врховима прстију, Идем као да не идем а идем (прва песма Бајаге и инструктора коју је у потпуности извео Жика Миленковић) и Нека свемир чује немир, која представља обраду индијске народне песме. На албуму су се такође нашле преаранжиране студијске верзије песама Текила герила и Тамара, као и најава новинара Дражена Врдољака снимљена на наступу у Кулушићу, одржаном 8. децембра 1984. године. Живи снимци су забележени на концертима бенда у загребачком Дому спортова, одржаном 6. марта 1989. године и новосадсом ЕБУ рок фестивалу. Током турнеје која је уследила након објављивања албума, група је одржала концерт у хали Пионир. Упркос растућем национализму, бенд је био добро прихваћен у свим деловима СФРЈ, а једини инцидент током њихових концерата у то време десио се у Сплиту, где су навијачи фудбалског клуба Хајдук Сплит гађали бину, али је након интервенције концерт настављен.
Почеком 1990. године, Бајага и инструктори наступили су заједно са Рибљом чорбом, Викторијом и Галијом у Темишвару, на тродневним концертима који су организовани два месеца након Румунске револуције.

### 1991—2000.
Године 1991. бенд је објавио EP Четири годишња доба, на којем су се појавиле песме Успаванка, Буђење раног пролећа, Добро јутро и У кожи крокодила. На пројекту је гостовала оперска певачица Јадранка Јовановић. Током 1992. године, упркос распаду СФРЈ, Бајага и инструктори су наступали и одржали концерте у Северној Македонији и Словенији. Исте године Миленковић са чланом групе Електрични оргазам Гораном Чавајдом, чланом Рибље Чорбе Зораном Илићем и бившим чланом бенда Безобразно зелено, Бојаном Васићем оснива групу Бабе. Године 1993. група објављује албум Музика на струју, на којем су се поред насловне песме као већи хитови издвојили и песме Град, Једино то се зове љубав, Где си и Ово је Балкан. Албум је промовисан концертима у Црној Гори и Северној Македонији, као и у београдској Хали спортова. У то време, Бајагић је почео да наступа у клубовима ван граница бивше СФРЈ.
Почетком 1994. године, за планиране наступе бенда у Словенији владало је велико интересовање. Међутим, словеначке власти су одбиле да издају визу члановима бенда, што је изазвало скандал у словеначким медијима. После интервенције словеначког председника Милана Кучана, издате су визе члановима бенда, а одржали су неколико концерата, укључујући и распродати концерт у хали Тиволи. У марту 1994. бенд је у београдском Дому Синдиката одржао три концерта којима су прославили десет година постојања. Након ових концерата Бајагић и Драгић окончали су сарадњу. За одређено време, менаџерске дужности је водио Бајагић, пре него што је нови менаџер бенда постао Зоран Вуловић. У новембру 1994. године, након концерта у Приштини, дошло је до сукоба унутар бенда, што је резултирало уручивањем отказа Стаматовићу и Голубовићу као и привременим распуштањем састава. Тада је Бајагић, заједно са Локнером, писао музику за филм Мише Радивојевића Ни на небу ни на земљи. На изради музике су учествовали чланови староградске музичке групе Легенде (у хит песми Моји другови), Драган Јовановић на акустичној гитари, Сава Латиновић на удараљкама, и Александра и Кристина Ковач као пратећи вокали. Музика је објављена на албуму Ни на небу ни на земљи. Исте године Бајагић је написао музику за ТВ серију Отворена врата.
Године 1996. Бајагић је окупио бенд, а нову поставу су поред њега чинили Жика Миленковић, Мирослав Цветковић, Саша Локнер, гитариста Влада Неговановић (бивши члан бендова Бутик, Тунел, Викторија и Доктор Спира и Људска бића) и бубњар Чеда Мацура (бивши члан група Неверне бебе, Викторија и Револвери). Крајем 1996. године бенд је снимио албум Од бижутерије до ћилибара, а аутор свих песама био је Бајагић, осим песме Не волим зиму, коју је написао Жика Миленковић. Албум су продуцирали чланови бенда, а као гост на виолончелу био је Саша Хабић. Са албума су се издвојиле песме Силикон (2004), Твоја је гајба сигурна, Још те волим, Иза нас, Не волим зиму и песма Што не може нико можеш ти. Албум је промовисан бесплатним концертом на Тргу републике у Београду, 12. маја 1997. године. Исте године, словеначка издавачка кућа Biveco објавила је компилацијски албум Неизбрисано на којем се налазе материјали из различитих периода Бајаге и Инструктора.

### 2001—2010.
Године 2001. група је објавила студијски албум Змај од Ноћаја са новим гитаристом Љубишом Бубом Опачићем. Албум је продуцирао Саша Хабић, а на њему се налази и бонус компакт диск под називом И ја сам звездаш, на коме се налазе три верзије песме Звезда посвећене ФК Црвена звезда. Са албума су се истакле песме Змај од Ноћаја, Лепа Јања, рибарева кћи, као и мањи хитови попут Да ли да одем или не и Ала.
Током 2002. године бенд је објавио уживо албум Best of Live, који садржи снимке са њихових концерата у Београду, Љубљани, Загребу, Нишу, Темишвару и Скопљу. На албуму се налазе и две до тада необјављене песме на словеначком језику под називом Словеначка реч, која је снимљена уживо и студијски снимак Песна против малери, снимљен на македонском језику за позоришну представу у Скопском драмском позоришту.
Године 2003. Бајагић је са члановима бенда Апсолутно романтично снимио музику за филм Професионалац Душана Ковачевића, која је објављена у издању ПГП РТС. Исте године бенд је објавио компилацију старијих хитова тематски везаних за Београд, названу Ружа ветрова Београда. Компилација садржи две нове песме: Новости и насловну песму Ружа ветрова Београда, као и урбани ремикс исте песме. Промоција је одржана у згради Београдске филхармоније 27. децембра 2003. године.
Бајага и инструктори су 2005. године објавили студијски албум назван Шоу почиње у поноћ који је продуцирао Воја Аралица. На албуму су као гости учествовали Ивана Петерс на вокалима у песми Фанки такси, Беби Дол на вокалима у песмама Бадеми и со и Песма слободе, Марко Ђорђевић на труби, чланица бенда Ortodox Celts Ана Ђокић на виолини, вокална група Врело из Руме и фолк певачица Вида Павловић у песми Падај кишо кеве ти. Након објављивања албума уследила је турнеја и DVD издање снимљено на концерту у Београдској арени.
Године 2008. бенд је објавио две нове песме: Бежиш од мене, љубави и А ти се нећеш вратити, на којој је гостовао Саша Лошић, члан бенда Плави оркестар, а песма је снимљена за ТВ серију Вратиће се роде.
Док се група налазила на турнеји у Словенији, 28. септембра 2008. године, у хотелској соби изненада је преминуо гитариста Љубиша Опачић. Опачића је касније заменио бивши гитариста групеVROOM, Марко Њежић.
У децембру 2009. године, бенд је прославио 25 година постојања са три концерта у београдском Сава центру. Током исте године бенд је наступао у Сједињеним Државама, у Бостону, Њујорку, Монтреалу, Сан Франциску и Чикагу. Исте године је у режији Милоша Јовановића приказан документарни филм Музика на струју, који говори о 25 година каријере бенда.
Године 2010. ПГП РТС објавио је бокс сет под називом Антологија, у којем су представљена ремастеризована издања прва четири албума Бајаге и инструктора.

### 2011—данас
Године 2012. група је наступила у Хард Рок Кафеу у Дубаиjу. Студијски албум Даљина, дим и прашина група је објавила 6. јуна 2012. године. Албум је објављен заједно уз књигу Бајагићеве поезије под називом Водич кроз снове.
Бенд је 19. априла 2013. године први пут наступио у Пољској, наступили су у Проксима клубу у Варшави.
Група је пред 30.000 посетилаца одржала концерт на Београдској тврђави 26. јуна 2013. године у оквиру промотивне турнеје Даљина, дим и прашина. На концерту су наступили и Shark, Snakes and Planes, Ева Браун и Бомбај штампа, а као специјални гости, глумац и бубњар Срђан Тодоровић, басиста YU grupe Жика Јелић и фронтмен бенда Плави оркестар, Саша Лошић.
У августу 2013. године, група је издање албума Даљина, дим и прашина објавила на винилу у ограниченом броју од 200 примерака, од којих је сваки потписао Бајагић. Следеће године, бенд је започео турнеју којом је прославио 30 година од оснивања и издавања дебитантског албума. Турнеја је обухватила концерте у Творници културе у Загребу и концерт у клубу 100 у Лондону.
У априлу 2018. године, група је објавила нови студијски албум, У сали лом који је продуцирао Саша Хабић, а на њему су гостовали Саша Ранђеловић Ранђа, гитариста Неверних беба, кантаутор Никола Врањковић на гитари, Давор Родик на педалној гитари и Марко Кузмановић на бубњевима. Албум је објављен у издању ПГП-РТС и Croatia Records.
Године 2019. бенд је у издању Croatia Records објавио дупли живи албум У Пули лом, који представља материјал забележен у Пулској арени, на концерту одржаном 11. августа.
У марту 2023. године, групу су напустили Мирослав Цветковић и Чеда Мацура. Цветковић је, као један од оснивача бенда, одлучио да се пензионише, док Мацура због приватног посла којим се бави мимо музике, као и одлуке да се посвети породици више није у могућности да усклади обавезе. Нови чланови групе, бас-гитариста Владимир Чукић и бубњар Марко Кузмановић, представљени су крајем априла на наступима у Bitef Art Café.

## Наслеђе
У књизи YU 100: најбољи албуми југословенске поп и рок музике је уврштено четири албума Бајаге и инструктора: Са друге стране јастука (број 13), Позитивна географија (број 37), Јахачи магле (број 58), и Продавница тајни (број 79).
Године 2000, песма Зажмури је заузела 70. место на листи 100 најбољих песама YU рока свих времена, коју је саставио музички часопис Rock express. Године 2006, иста песма је заузела 40. место у анкети најбољих домаћих песама, коју је спровео Б92.

## Обраде
Група Next of Kin је обрадила песму Страх од возова на албуму Way to the top, који је објављен 1990. године. Панк група Трула коалиција је обрадила песму Тишина, коју је објавила са измењеним стиховима на албуму Плакао сам кад је пала Секуритатеа (1992.), под именом Алкохоличарка. Група "Six Pack" је обрадила песму Француска љубавна револуција под именом La musique, на албуму Musique објављеном 2004. године. Исте године је песму Ти се љубиш (на тако добар начин) обрадила поп певачица Теодора Бојовић на свом албуму Теодора. Пољски певач Мачеј Малењчук је обрадио песму Верујем — не верујем 2011. године, под називом Ostatnia nocka.

## Дискографија

### Албуми
1. Позитивна географија — 1984.
2. Са друге стране јастука — 1985.
3. Јахачи магле — 1986.
4. Продавница тајни — 1988.
5. Музика на струју — 1993.
6. Од бижутерије до ћилибара — 1996.
7. Змај од Ноћаја — 2001.
8. Шоу почиње у поноћ — 2005.
9. Даљина, дим и прашина — 2012.
10. У сали лом — 2018.
11. Овај свет се мења — 2020.

### Концертни албуми
1. Нека свемир чује немир — 1989.
2. Best of live — 2002.
3. У Пули лом — 2019.

### Мини-албуми
1. Четири годишња доба — 1991.

### Компилације
1. The Best Of Bajaga & Instruktori — 1989.
2. So Far ... The Best Of Bajaga & Instruktori — 1993.
3. Двадесети век — 1996.
4. Неизбрисано — 1997.
5. Ружа ветрова Београда — 2003.
6. 4 CD Box Set — 2010.

### DVD и Blu-Ray издања
1. Уживо — Београдски концерт Београдска арена 23. децембар 2006. — 2008.
2. Концерт за рок групу, оркестар и збор — Сава центар 2019. Уживо (35 година) — 2022.

### Синглови
1. Берлин / Пустите ме друже, 1984.
2. 220 (плава верзија), 1985.
3. Са друге стране јастука, 1985.
4. All you need is love / Јахачи магле, 1986.
5. Ја мислим триста на сат, 1986.
6. Само нам је љубав потребна / Римљани, 1987.
7. Звезда, 2001.

### Музика из филмова
1. Музика из филма Ни на небу, ни на земљи — 1994.
2. Музика из филма Професионалац — 2003